# Mietkautionsversicherung
Die Mietkautionsversicherung ist eine Sonderform der Kautionsversicherung für Mietverträge und gehört zu den Mietsicherheiten.

## Versicherung
Die Mietkautionsversicherung kann durch private und gewerbliche Mieter zur Besicherung von Mietverhältnissen abgeschlossen werden. Die Versicherungsgesellschaft stellt nach Abschluss des Versicherungsvertrages eine Urkunde aus, aufgrund derer die Versicherungsgesellschaft Ansprüche des Vermieters aus dem Mietverhältnis gegen Mieter in der maximalen Höhe der vereinbarten Kaution auf erstes Anfordern oder ohne „auf erstes Anfordern“ begleicht. „Auf erstes Anfordern“ bedeutet, dass es sich um eine Versicherung zur Stellung einer Kautionssicherheit für private Mietverhältnisse gemäß §551 BGB handelt – eine unbefristete selbstschuldnerische Bürgschaft auf erstes Anfordern unter Verzicht auf die Einreden, der Anfechtung, der Aufrechnung und der Vorausklage (§§770 und 771 BGB). Fordert der Vermieter vom Versicherer die Auszahlung der Kaution, wird der Mieter darüber informiert und kann innerhalb einer bestimmten Frist (z. B. 14 Tage) Einspruch einlegen in Form eines liquiden Beweismittels (z. B. einstweilige Verfügung, Gerichtsbeschluss etc.). Der Mieter übergibt dem Vermieter die Bürgschaftsurkunde anstelle einer Barkaution, eines Kautionssparbuchs oder einer Bankbürgschaft.
Die Versicherungsgesellschaft verlangt hierfür eine jährliche Prämie vom Mieter, deren Höhe von der Kautionssumme und der Bonität des Mieters abhängt. Die Mietkautionsversicherung sichert als Ersatz zu vorgenannten Sicherheiten alle Forderungen des Vermieters aus dem Mietverhältnis gegen den Mieter (z. B. Schadensersatz in Bezug auf durch den Mieter zu vertretende Reparaturkosten und ausstehende Nebenkosten oder die Abwendung eines Missstandes im Zuge einer Ersatzvornahme nach Fristsetzung gegen den Mieter). Im Leistungsfall, also wenn die Versicherung an den Vermieter zahlen muss, ist die Versicherung berechtigt, geleistete Zahlungen vom Mieter oder einem anderen Bürgschaftsnehmer zurückzufordern (Regress). Die Versicherung übernimmt den Schaden dementsprechend nicht, sondern schießt das Geld nur vor. Das Ausfallrisiko trägt das Versicherungsunternehmen.

## Kritik
Mieter, die eine Mietkautionsversicherung abschließen, müssen sich darüber im Klaren sein, dass die gezahlten Beiträge zum Ende der Vertragslaufzeit auch dann nicht zurückerstattet werden, wenn der Versicherungsschutz durch den Vermieter nicht in Anspruch genommen wurde. Im Gegensatz dazu bietet eine Barkaution dem Mieter eine gesetzlich vorgeschriebene Verzinsung der geleisteten Kaution. Vor diesem Hintergrund müssen die Gebühren einer Mietkautionsversicherung als Entgelt dafür betrachtet werden, dass der finanzielle Aufwand der Kautionsleistung entfällt. Für die kurz- oder mittelfristige Überbrückung eines Finanzengpasses kann die Mietkautionsversicherung allerdings eine passende Lösung sein. Es wird auch darauf hingewiesen, dass der Name ist irreführend sei, da die Mietkautionsversicherung keine Versicherung sei, sondern eine Bürgschaft.
Die Stiftung Warentest rät vom Abschluss einer Mietbürgschaft, und damit auch einer Mietkautionsversicherung, wegen der Kosten ab. Sie empfiehlt stattdessen besser einen Ratenkredit in Höhe der Kautionssumme abzuschließen. Auch der Schweizerische Mieterinnen- und Mieterverband rät wegen der Kosten von einer Mietkautionsversicherung ab. Vermieter müssen eine Mietkautionsversicherung nicht akzeptieren, da diese keine selbstschuldnerische Bürgschaft ist.